# Армина
Армина  («Дом Тогармы») —  древнеармянское государство возникшее на Верхнем Евфрате в 630 году до н.э., позже вошедшее в состав Империи Ахеменидов и поделенное на две сатрапии

## История
В XII до н. э. в приефратье началась миграция индоевропейских племен мушков, которые создавали с одной стороны создавали свои княжества, а с другой селились на территориях местных государств. Мушки будучи меньшинством в регионе, проживали несколько столетий рядом с хурритами, аратами, хетами и лувийцами. Со временем язык мушского меньшинства (протоармянский язык) был воспринят окружающим большинством, на который они начали переходить. Так постепенно, к первой половине I тысячелетия до н.э.  в результате сложного процесса смешения мушков с более многочисленными хурритами, урартами, лувийцами и семитами, сложился армянский народ. Изначально центром сосредоточения древних армян было позднехетское царство Мелитена со столицей в Мелиде, которое в урартских источниках именовалось Хатти (Ḫāti). В 630 году, в результате нашествия скифов и возможно при их участии, власть в Мелиде перешла в руки армянской династии Ервандидов. Таким образом было создано первое армянское государство, сохранившее прежнее название Хатти (отсюда самоназвание армян (Հայք (hay-kʿ))), но известное окружающим как Армина.  В VII—VI веках до н.э., Армина значительно расширила свою территорию, но после ряда столкновений с Мидией, признала зависимость сначала от нее, а затем от пришедших на смену мидийцев Империи Ахеменидов. В 522 году до н.э армяне восстали против них, но потерпели поражение. В результате Армина была поделена на две сатрапии. Ервандиды, будучи местной династией, армянского происхождения оставались правителями в качестве сатрапов. После падения ахеменидской империи, представители династии возродили армянскую государственность, и стали править независимо (См. Ервандидская Армения)